# Mojkovačka bitka
Mojkovačka bitka odigrala se 6. i 7. siječnja 1916. između vojski Kraljevine Crne Gore i Austro-Ugarske Carevine u blizini suvremenog Mojkovca.  
Austrougarska vojska shvatila je da se srpska vojska, vojno poražena na tlu Srbije, namjerava preko Crne Gore povući prema Skadru i Jadranskom moru. Kako bi do kraja uništila srpsku vojsku, Austro-Ugarska je, pod zapovjedništvom generala Reinera, poslala 20.000 vojnika i namjeravala na tlu Crne Gore presijeći odstupnicu i spriječiti povlačenje. Austro-Ugarska je u naoružanju imala suvremene puške mauserke, 45 topova, stotine mitraljeza te znatne količine granata i streljiva. Protiv njih borilo se oko 6.500 Crnogoraca iz Sandžačke divizije raspoređenih u osam bataljuna pod zapovjedništvom Janka Vukotića. 
Crnogorska vojska bila je u lošem stanju po pitanju naoružanja, opreme i hrane, a i uvježbanost crnogorske vojske bila je slaba. Od oružja imali su puške „moskovke“, većina bez bajuneta, a po vojniku su imali 200 do 400 metaka. Još su imali svega 105 granata za 10-ak topova, te 39 mitraljeza.
Austro-ugarski napad poduzet je na Badnjak po pravoslavnom kalendaru. Napali su sa 6. kraljevskim pukom. Na udaru se našao Donjomorački bataljon Kolašinske brigade na Razvršju i Bojinoj Njivi. Bitka je bila žestoka, a bili su brojni juriši i protujuriši. Položaji su naizmjence osvajani i padali. Oko 2 sata popodne premoćnije austro-ugarske snage zauzele su Bojinu Njivu i Uloševinu. Drugu strateški najvažniju točku za prodor prema Mojkovcu, Razvršje, nisu zauzeli nego ga je zadržala crnogorska vojska, Kolašinska brigada. Iz zapovjedništva srpske vojske stigao je brzojav vapaja "Ako zadržite Švabe na Mojkovcu 24 sata, odužili ste se srpstvu. Ako ne - sve je propalo." U Kolašinu su vođe crnogorskih snaga serdar Vukotić i ostali nazdravljali obilježavajući Badnju večer: "Neka bude borba neprestana, neka bude što biti ne može, krst i topuz neka se sudare. Važno je da je bratska srpska vojska izmakla, ako mi izginemo imaće ko da nas osveti i satre švapsku silu."
Još iste noći crnogorski zapovjednik Vukotić vratio se na položaje kod Mojkovca gdje je s brigadirom Petrom Martinovićem odlučio poduzeti protunapad. Ujutro na pravoslavni Božić poduzeli su napad pri čemu je pomogla jutarnja magla. Uskočki bataljun ušao je kod Gilonoga u šumu gdje su se sukobili s nadmoćnijim Austro-Ugarima čije su snage također poduzele napad. Uskočki bataljun odbio sve napade. U siloviti napad na Bojinu Njivu potom je pošlo pet bataljuna i dvije čete izviđača Kolašinske brigade, čiji je zapovjednik bio Miloš Medenica. Austrougarska vojska si je rovove zaštitila redovima bodljikave žice te su odoljeli prvom valu napada. Na to je Vukotić u napad poslao Prvi i Treći novački bataljun. Mladi novaci dvaput su jurišali no svaki ih je put na bodljikavoj žici zaustavila mitraljeska paljba.
Crnogorcima je ostala Drobnjački bataljun, zadnja pričuva te su i nju poslali u bitku koja je uspjela zauzeti prvi red rovova, ali ne i drugi, zbog čega su se vratili na polazne položaje. Oko podne poduzeli su drugi juriš koji je potpuno uspio. Ušli su u oba reda rovova i izbila je borba prsa o prsa. U tome su uspjeli te su prisilili Austro-Ugare na povlačenje. Uspjeh je bio i na drugom položaju. Rovčani su zauzeli Golu Kosu koja se od Razvršja spušta ka Bojinoj Njivi. Zatim je bojište utihnulo na tri sata.
Poslije zatišja Reiner je uveo svoju zadnju pričuvu u borbu, 205. brigadu. Austro-Ugari su poduzeli napad uz snažnu topovsku paljbu. Borbe su potrajale sve do mraka. Brojni su bili austro-ugarski juriši. Jedan je predvodio osobno general Reiner isukanim mačem u rukama. Crnogorske snage su izdržale. U žestokoj bitci Kolašinska brigada u jednom je danu izgubila sedam barjaktara. Srpska vojska dotad je već došla do albanske obale i čekala da je saveznički brodovi prevezu na Krf. Na položajima su Crnogorci ostali do 21. siječnja. Crnogorska vlada i kralj Nikola teški su boj pratili iz inozemstva. Odlučili su da se desetkovana vojska prestane odupirati te su zapovijedili vojsci da se preda i raziđe kućama.
Crnogorska vojska u ovoj bitci uspjela je spriječiti Austro-Ugare u namjeri da presijeku odstupnicu srpskoj vojsci u povlačenju prema Jadranu i bila je to posljednja oružana operacija redovne Crnogorske vojske u Prvom svjetskom ratu jer je ubrzo nakon nje uslijedila kapitulacija i okupacija Crne Gore.
Neposredno nakon Mojkovačke bitke austrougarske trupe su na južnoj fronti izvršile prodor u prijestolnicu Cetinje, a potom i u Podgoricu, te nastavile ofenzivu prema Skadru. Time je odsječena odstupnica glavnini Crnogorske vojske grupiranoj na sjevernim granicama za prebacivanje na savezničku Solunsku frontu. 

## Vanjske poveznice
- Radio Antena M  Arhivirana inačica izvorne stranice od 20. siječnja 2016. (Wayback Machine) Crnogorski pokret: U Sava centru krivotvorena naša istorija